# Madeleine Schickedanz
Madeleine Schickedanz (* 20. Oktober 1943 in Nürnberg) ist eine ehemalige deutsche Großaktionärin. Das einzige Kind von Grete (1911–1994) und Gustav Schickedanz (1895–1977), dem Gründer des Versandhauses Quelle (bis 1999), hielt mit einem Aktionärspool 24,55 % der Aktien der Arcandor AG i.L. (früher KarstadtQuelle AG), die am 9. Juni 2009 Insolvenz anmelden musste.

## Leben
Madeleine Schickedanz kam 1943 im Luftschutzbunker der Nürnberger Frauenklinik zur Welt. Sie besuchte zunächst die Volksschule in Hersbruck. Nach der Schule begann sie ein Studium der Betriebswirtschaftslehre in München. Sie brach es nach zwei Semestern ab und heiratete 1965 ihren ersten Mann Hans-Georg Mangold, der aus ihrer Nachbarschaft stammte. Mangold machte anschließend im Konzern der Familie Karriere, musste aber 1973 nach der Trennung von Schickedanz die Konzernführung verlassen. Auch ihr zweiter Ehemann Wolfgang Bühler, Sohn des früheren AEG-Vorstandsvorsitzenden Hans Bühler, war im Konzern tätig (von 1976 bis zu seinem Rückzug in den Ruhestand 1997).
Schickedanz nahm ihre unternehmerischen Interessen im Konzern über Jahrzehnte nie direkt selbst wahr. In einem Interview erklärte sie, sie habe sich immer in der Firma engagiert, „aber nie im Unternehmen gearbeitet“. Im Arcandor-Aufsichtsrat vertrat sie zuletzt ihr dritter Ehemann Leo Herl. Schickedanz saß in keinem Gremium des Konzerns, auch ihre eigene Madeleine-Schickedanz-Vermögensverwaltung führte sie nicht selbst.
Das Paar lebte meist zurückgezogen in Fürth. Schickedanz hat vier Kinder, je zwei aus ihren Ehen mit Hans-Georg Mangold und Wolfgang Bühler. Nachdem ihre Tochter Caroline nach sieben Jahren Behandlung eine Leukämie-Erkrankung überwunden hatte, gründete Schickedanz 1990 die Madeleine Schickedanz KinderKrebs-Stiftung. Im Juni 2009 berichtete das Nachrichtenmagazin Der Spiegel, die durch Schickedanz ins Leben gerufene Stiftung für krebskranke Kinder habe eine sehr hohe Verwaltungskosten-Quote: Von einem gespendeten Euro kämen nur 29 Cent dem eigentlichen Zweck zugute. Die Stiftung bestritt dies und erklärte, es handele sich um Werbeaufwendungen.
Von 1994 bis 2009 war sie Honorarkonsulin von Griechenland.
Die Zeitschrift Forbes schätzte ihr Vermögen im Jahr 2008 auf 3,9 Milliarden US-Dollar, womit sie zu den reichsten Deutschen gehörte.

### Nach der Insolvenz von Arcandor
Im Jahr 2009 reduzierte sich die Schätzung ihres Vermögens auf eine Milliarde Dollar. Durch die Insolvenz der Arcandor AG schrumpfte ihr Vermögen weiter. Laut eigenen Angaben war das Karstadt/Quelle-Aktienpaket der Familie Schickedanz im Juli 2009 noch 27 Millionen Euro wert. Das Bankhaus Sal. Oppenheim gewährte Madeleine Schickedanz einen dreistelligen Millionenkredit, der vollständig mit Vermögenswerten abgesichert ist, die weder direkt noch indirekt von der Insolvenz der Arcandor AG betroffen sind. Schickedanz befürchtete 2009 den Verlust ihres Vermögens, wenn die Banken die Kredite fällig stellen würden. Am Tag der Arcandor-Insolvenz wurde sie nach einem Zusammenbruch intensivmedizinisch behandelt.
Ende Juni 2009 wurde bekannt, dass Schickedanz erheblich Einfluss bei Arcandor verloren hatte. Grund war, dass Martin Dedi (aus dem Familienzweig ihrer Halbschwester Louise) zuvor den Poolvertrag mit Schickedanz aufgelöst hatte. Schickedanz hielt nach dem Verkauf eines Aktienpakets im Wert von 6,5 Millionen Euro noch 21,53 % an dem insolventen Handelskonzern. Neuer Hauptaktionär wurde die Oppenheim-Esch-Holding.
Im Juli 2009 eröffnete Schickedanz in Hersbruck das Kaufhaus Schickedanz in einer ihr gehörenden und an das Bankhaus Sal. Oppenheim als Kreditsicherheit verpfändeten Immobilie. Kurz darauf machte sie bundesweit Schlagzeilen, nachdem sie gegenüber der Bild am Sonntag erklärt hatte, sie müsse sich jetzt stark einschränken und sparen, wo sie könne:

„Wenn die Rettung von Arcandor scheitert und die Banken die Kredite fällig stellen, verliere ich alles – Häuser, Aktien, Beteiligungen an anderen Firmen. Ich bekäme mit meinen 66 Jahren noch nicht einmal Rente. […] Wir leben von 500 bis 600 Euro im Monat. Wir kaufen auch beim Discounter. Gemüse, Obst und Kräuter haben wir im Garten.“

Im September 2009 wurde bekannt, dass Schickedanz eine Beteiligung an der Nürnberger Firma ICN Immobilien Consult hält, die nach eigenen Aussagen (auf ihrer Homepage) im Jahr 2008 Umsätze „im deutlich zweistelligen Millionen-Euro-Bereich“ erwirtschaftete, und sie 2009 Wohn- oder Geschäftshäuser zu Kaufpreisen von bis zu 15 Millionen Euro als Anlageobjekte suchte. Einige deutsche Medien schlussfolgerten daraus, dass Schickedanz offensichtlich deutlich wohlhabender sei als von ihr selbst behauptet.
Diverse Quellen berichten (Stand 2012), dass sie noch ein Vermögen von 400 Millionen Euro besitze.
Schickedanz beauftragte jahrelang Josef Esch mit der Verwaltung ihres Vermögens. Im Januar 2012 verklagte sie ihn, die Bank Sal. Oppenheim und zwölf weitere Personen bzw. Firmen auf Schadensersatz.
In diesem Zusammenhang schilderte sie unter anderem Folgendes: Esch habe am 17. Oktober 2008 sie und ihren Ehemann mit einem Jet seiner Firma Challenge Air abholen lassen. Gemeinsam mit einem Notar habe er ihr viele Dokumente zum Unterschreiben vorgelegt, was sie auch getan habe: Urkunden über die Verpfändung ihrer Villa Greta in Spanien, ihrer Villen Müstaila und God Laret in St. Moritz, der Ferienvilla mit Bootshaus am Tegernsee, ihres Elternhauses, eines 20.000 Quadratmeter großen Anwesens im fränkischen Hersbruck, von Bürohäusern in Hamburg, Frankfurt am Main und München; außerdem Erklärungen über die Abtretung fast ihres gesamten restlichen Vermögens.
Im Mai 2012 verklagte Schickedanz die Bank Sal. Oppenheim vor dem Landgericht Köln auf Schadensersatz in Höhe von 1,9 Mrd. Euro und warf ihr vor, sie zu den für sie nachteiligen Aktienkäufen gedrängt sowie „Schein- und Umgehungsgeschäfte unter Verwendung ihres Namens“ getätigt zu haben. Im Dezember 2016 ließ sie das Verfahren nach einer außergerichtlichen Einigung für erledigt erklären. Dabei nahm sie alle vorher erhobenen Vorwürfe gegen die Bank zurück. In Medienberichten wurde das Verfahren als Niederlage für Schickedanz gewertet.
Nach den weiteren Verlusten infolge des Insolvenzverfahrens wird ihr Vermögen Ende 2016 auf noch rund 40 Millionen Euro geschätzt.